# Orania regalis
Orania regalis är en enhjärtbladig växtart som beskrevs av Alexander Zippelius och Carl Ludwig von Blume. Orania regalis ingår i släktet Orania och familjen Arecaceae. Inga underarter finns listade i Catalogue of Life.